# 10-й год Октября
10-й год Октября — посёлок в составе Михайловского городского поселения Михайловского района Рязанской области России.

## География
Посёлок расположен у восточного подножия среднерусской возвышенности на берегу реки Проня (приток Оки); в 68 км к юго-западу от г. Рязань.
На востоке посёлок граничит с с. Козловка, на юго-востоке — с г. Михайлов, на юге — с п. Классон.
На юго-западе от села проходит Павелецкое направление Московской железной дороги. Ближайшая станция — Михайлов.
Через посёлок проходит Михайловская окружная автодорога, а в непосредственной близости от посёлка находятся 2 федеральные трассы:
- Р132 Калуга — Тула — Михайлов — Рязань.
- E 119 M6 Москва — Тамбов — Волгоград — Астрахань.

Климат
Климат умеренно континентальный, характеризующийся тёплым, но неустойчивым летом, умеренно суровой и снежной зимой. Ветровой режим формируется под влиянием циркуляционных факторов климата и физико-географических особенностей местности. Атмосферные осадки определяются главным образом циклонической деятельностью и в течение года распределяются неравномерно.
Согласно статистике ближайшего крупного населённого пункта — г. Рязани, средняя температура января −7.0 °C (днём) / −13.7 °C (ночью), июля +24.2 °C (днём) / +13.9 °C (ночью).
Осадков около 553 мм в год, максимум летом.
Вегетационный период около 180 дней.

## Население
| 2007 | 2010 | 2023 |
| ---- | ---- | ---- |
| 64   | ↘37  | ↘31  |